# География Эквадора

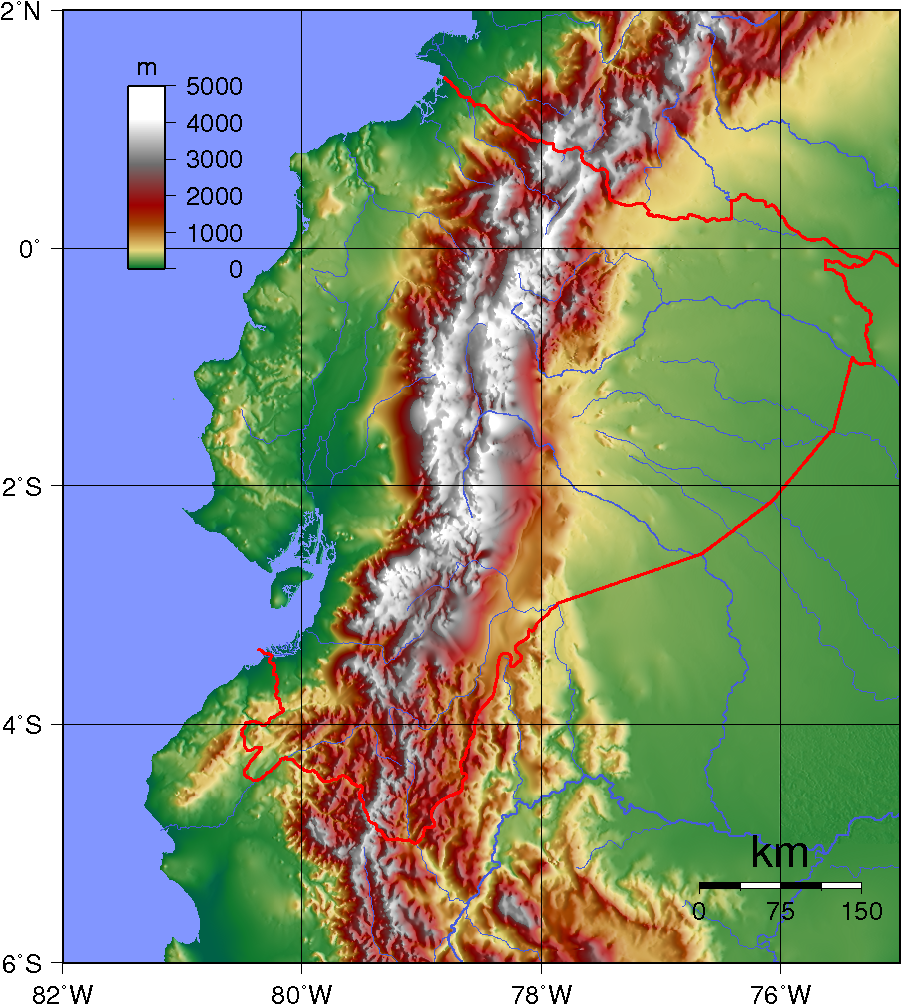
Физическая карта континентального Эквадора. Чётко выделяются Тихоокеанское побережье (Коста), Сьерра (Восточные и Западные Кордильеры) и Ориенте (Восточная низменная часть)

Эквадор пересекается экватором на две неравные части и находится на побережье Тихого океана.
Географически, геологически, биологически и климатически Эквадор довольно чётко делится на четыре части — Коста, Сьерра, Ориенте и Галапагосские острова.

## Географические данные
Территория Эквадора составляет 283 560 км², из них воды — 6720 км². По суше Эквадор граничит с Колумбией (590 км) и Перу (1420 км). Длина береговой линии составляет 2237 км.
В 25 километрах севернее столичного города Кито страну пересекает экватор, собственно, давший ей название.

### Коста
Коста («Побережье») — район на западе страны вдоль побережья Тихого океана, расположенный в низменностях и предгорьях Анд. Температура в течение года колеблется от 24 до 27,5 °C. Местность покрыта высокотравными саваннами, болотами и невысокими холмами с зарослями. Восточнее, в Андах, при увеличении высоты температура падает.

### Сьерра
В центре страны с севера на юг расположены высокогорные Анды, состоящие из двух параллельных хребтов — Западной и Восточной Кордильеры, где располагаются как потухшие (Чимборасо, 6267 м, высочайшая точка страны), так и действующие (Котопахи, 5896 м) вулканы. Климат круглый год прохладный, с резкими суточными перепадами. Среднемесячные температуры в Кито (на высоте 2800 м) составляют всего 13-14 °C, а суточные перепады достигают 15-20°С.

### Ориенте
Восточнее Анд расположены влажные (осадков — до 6000 мм/год) низменности бассейна Амазонки, где обитают ещё дикие индейские племена. Регион занимает около 40 % страны, практически полностью покрыт джунглями с многочисленными реками. Температура в основном превышает 30 °C при высокой влажности круглый год.

### Галапагосские острова
Галапагосские острова расположены почти в 1000 км к западу от материковой части страны. Архипелаг состоит из 12 основных островов, 5 из которых населены, и многочисленных мелких островков общей площадью 7,9 тыс. км². Холодное морское течение, расположение на экваторе, а также отдалённость от континента создали уникальную флору и фауну. Подавляющее большинство видов архипелага — эндемичны, часто ареал ограничивается всего одним островом. Большую часть являются территорией национального парка, хорошо посещаемого туристами. Температура воздуха днём на островах составляет около 30 °C, воды — 18-24°С. Именно здесь находится один из районов Эль-Ниньо.

## Животный мир
См.также: Список млекопитающих Эквадора

Животный мир Эквадора очень разнообразен: по числу видов позвоночных животных на 1000 км2  государство занимает 1-е место в мире. В составе фауны — свыше 400 видов млекопитающих (очковый медведь, ягуар, горный тапир, колумбийский ревун, северный пуду, ошейниковый пекари, андская лисица, оцелот, маргай),1705 видов птиц (андский кондор, андский скальный петушок , черный тинаму, эквадорский головач, пиайа, эквадорская земляная горлица , андская пенелопа, желтоклювая шилохвость и другие), свыше 400 видов пресмыкающихся (в том числе острорылый крокодил) и свыше 500 видов земноводных (40% видов — эндемичны), а также свыше 800 видов морских и свыше 900 видов пресноводных рыб.

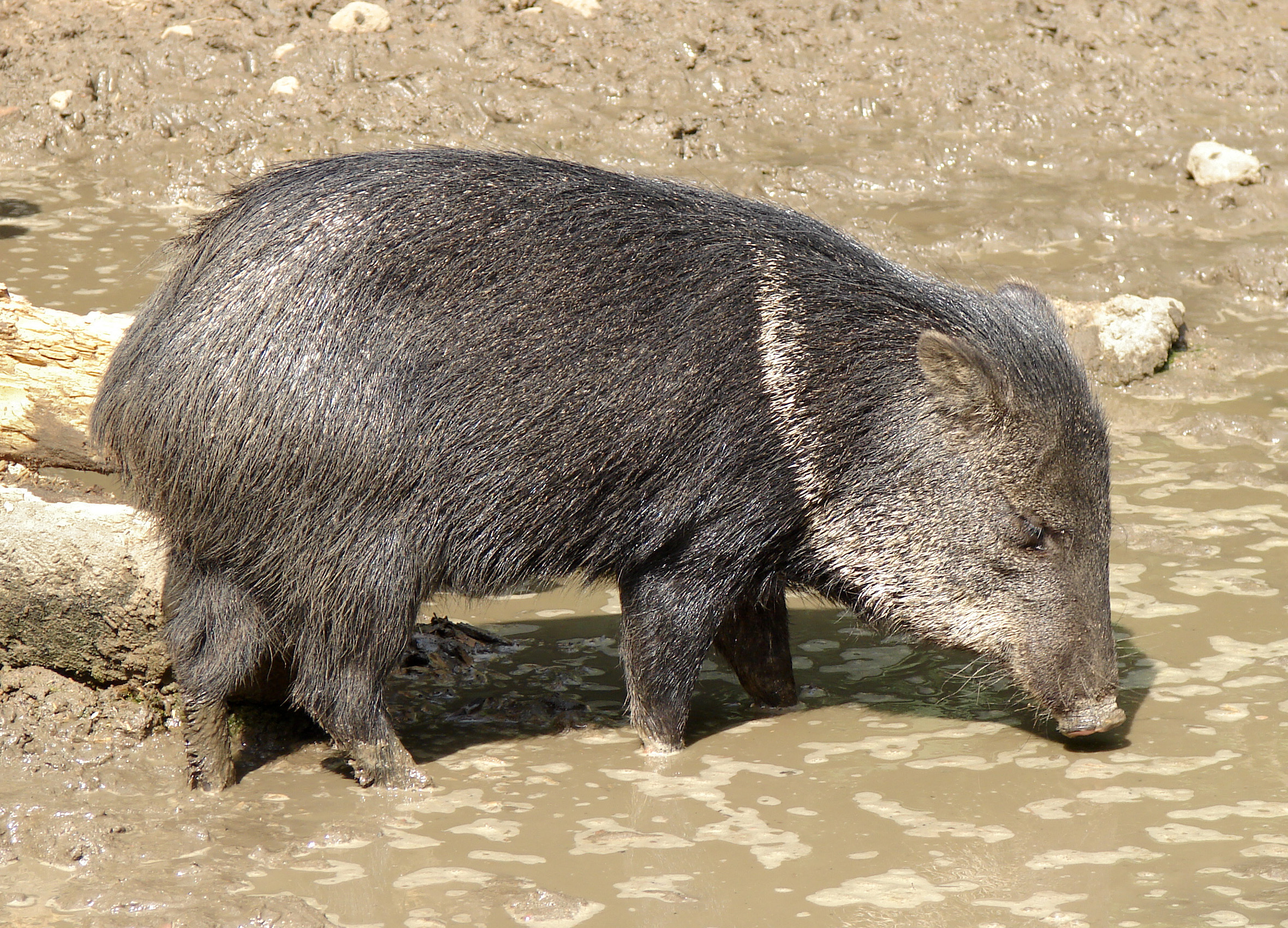
Ошейниковый пекари
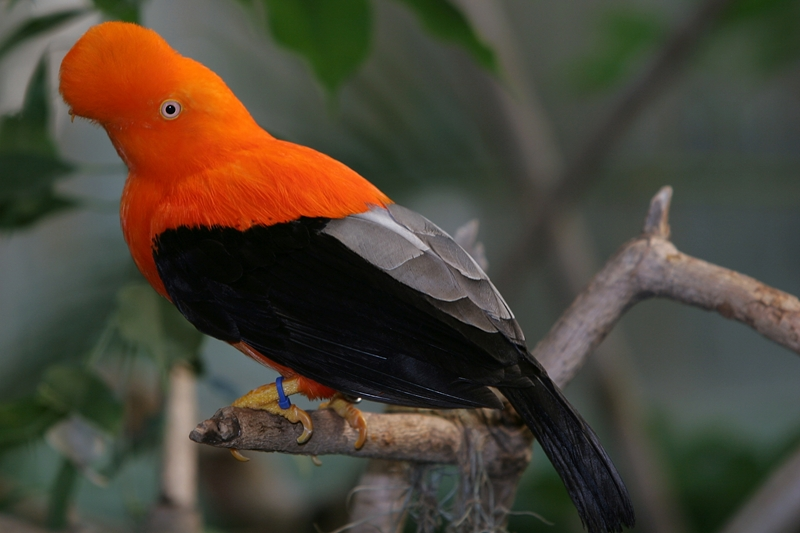
Андский скальный петушок
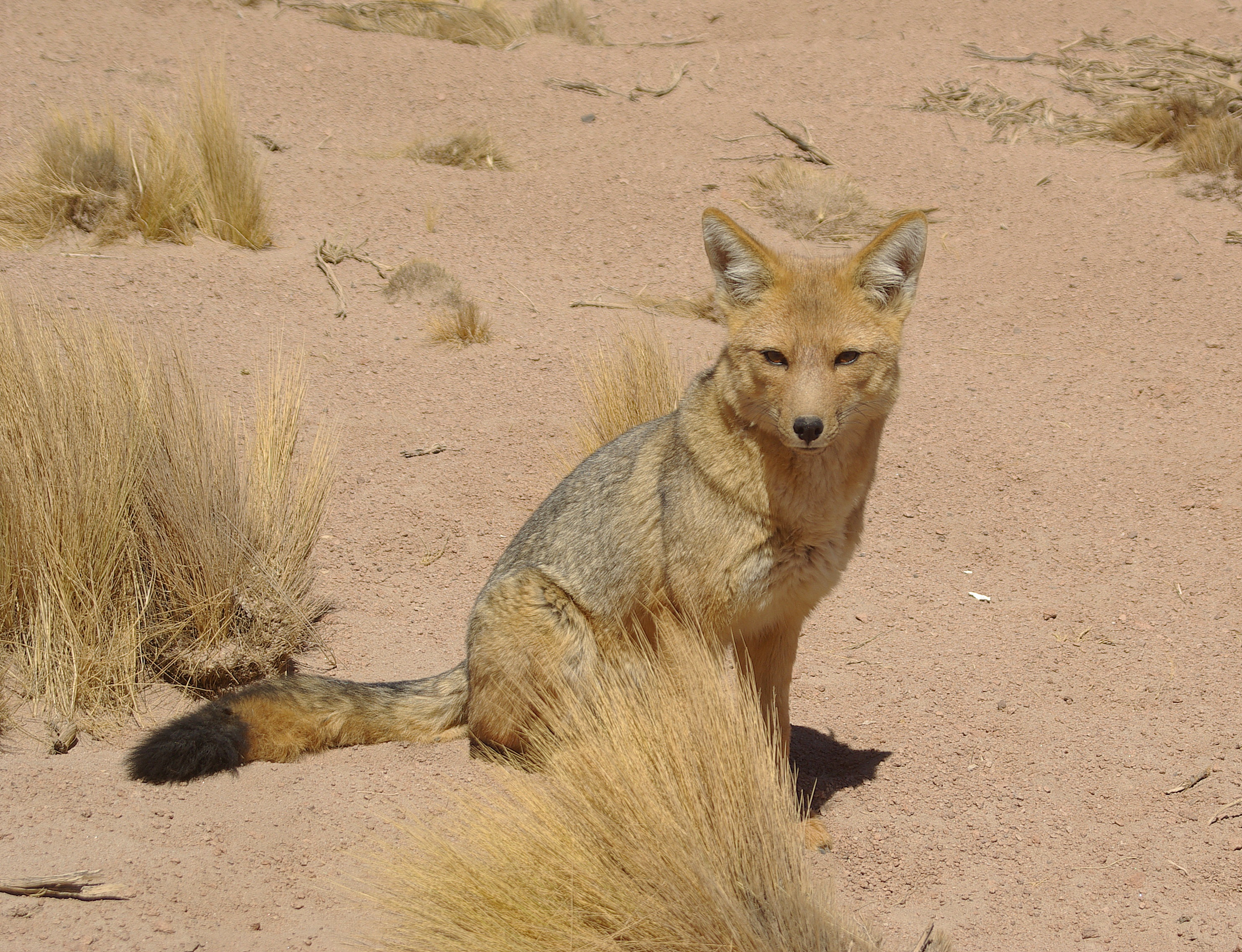
Андская лисица
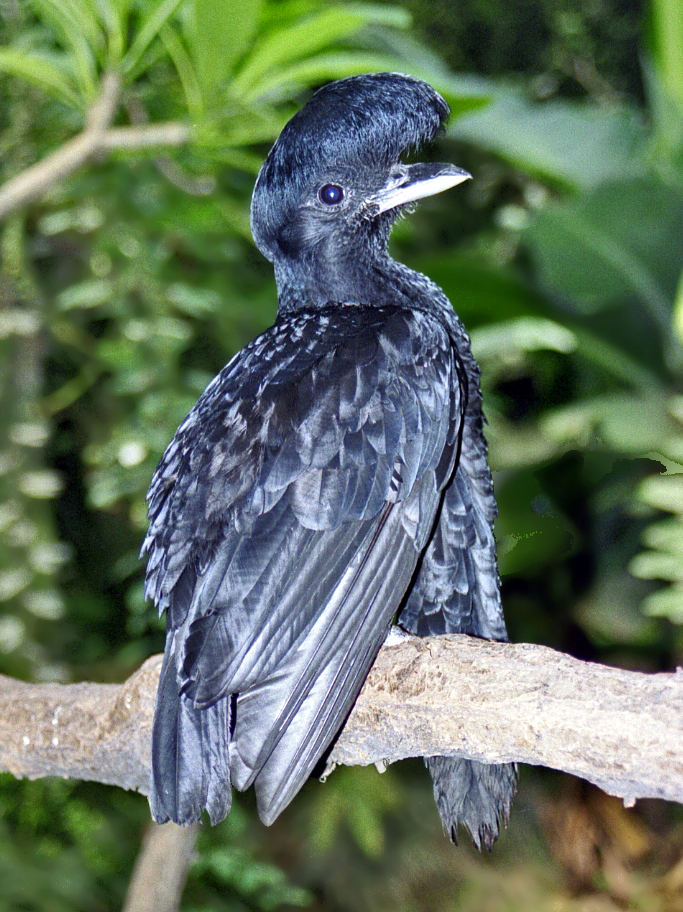
Эквадорский головач

## Водная система
Единственные крупные реки Косты — Эсмеральдас и Гуайас. Анды являются водоразделом бассейнов Тихого и Атлантического океанов. Основные реки востока страны — Пастаса, Путумайо, Напо, Агуарико. Все они входят в бассейн Амазонки.